# 默恩斯海姆
默恩斯海姆是德国巴伐利亚州的一个市镇。总面积33.46平方公里，总人口1574人，其中男性821人，女性753人（2011年12月31日），人口密度47人/平方公里。